# Медовець серамський
Медо́вець серамський (Lichmera monticola) — вид горобцеподібних птахів родини медолюбових (Meliphagidae). Ендемік Індонезії.

## Поширення і екологія
Серамські медовці є ендеміками острова Серам. Вони живуть в гірських тропічних лісах і високогірних чагарникових заростях.